# 技術・家庭 (テレビ番組)
『技術・家庭』（ぎじゅつかてい）は、1961年4月11日から1971年3月15日までNHK教育テレビジョンで放送された中学校技術・家庭向け学校放送番組である。

## 放送時間
- 1961年4月 - 1962年3月：火曜日 13:00 - 13:20／水曜日 10:20 - 10:40
- 1962年4月 - 1963年3月：火曜日 13:00 - 13:20／水曜日 09:40 - 10:00
- 1963年4月 - 1964年3月：月曜日 13:40 - 14:00／火曜日 13:00 - 13:20
- 1964年4月 - 1969年3月：月曜日 15:00 - 15:20／金曜日 13:00 - 13:20
- 1969年4月 - 1971年3月：月曜日 14:55 - 15:15／金曜日 13:40 - 14:00

## 出演者
- 幸田弘子
- 鈴木寿雄
- 武田国久

## 放送リスト

### 1961年度
- 1961年04月11日 生活の中の技術[1]
- 1961年04月18日 花だんの設計[1]
- 1961年04月25日 生産工程と図面 組み立て図と部品図[1]
- 1961年05月02日 形体の表わし方 投影法[1]
- 1961年05月09日 休養着の製作 パジャマのくふう[1]
- 1961年05月16日 ミシンの役割 家庭機械[1]
- 1961年05月23日 構造の研究 荷重と構造[1]
- 1961年05月30日 日常着の製作 服装のくふう[1]
- 1961年06月06日 生産のしくみ 協同学習 [1]
- 1961年06月13日 栽培の科学 1 土と肥料[1]
- 1961年06月20日 木工機械 簡単な調整と取り扱い [1]
- 1961年06月27日 栽培の科学 2 自然条件の調整[1]
- 1961年07月04日 家族の食事 献立てのくふう[1]
- 1961年07月11日 設計と製図 構想のまとめ方[1]
- 1961年07月18日 安全操業の工場見学[1]
- 1961年09月05日 新しい技術の方向[1]
- 1961年09月12日 考案設計[1]
- 1961年09月19日 和服の構成[1]
- 1961年09月26日 木材の性質 [1]
- 1961年10月03日 測定[1]
- 1961年10月10日 被服整理[1]
- 1961年10月17日 切削工具の科学[1]
- 1961年10月24日 木工具の科学 1[1]
- 1961年10月31日 季節の食品[1]
- 1961年11月07日 木工具の科学 2[1]
- 1961年11月14日 作業の準備[1]
- 1961年11月21日 簡単な木工 [1]
- 1961年11月28日 機械部品のスケッチ[1]
- 1961年12月05日 青少年の食事 [1]
- 1961年12月12日 ほうちょうの科学[1]
- 1961年12月19日 生産工場の見学[1]
- 1962年01月09日 くらしのくふう[1]
- 1962年01月16日 考案設計[1]
- 1962年01月23日 機械の仕組み 1  [1]
- 1962年01月30日 金工具の科学[1]
- 1962年02月06日 機械のしくみ 2[1]
- 1962年02月13日 調理用具の研究[1]
- 1962年02月20日 縫合の原理 ミシンの整備[1]
- 1962年02月27日 工作法の研究[1]
- 1962年03月06日 台所の設備[1]
- 1962年03月13日 生産工程の見学[1]

### 1962年度
- 1962年04月10日 生活のうつりかわりと技術[2]
- 1962年04月17日 栽培と自然条件  [2]
- 1962年04月24日 わたしたちのふだん着[2]
- 1962年05月01日 生産工程と図面[2]
- 1962年05月08日 わたしたちの休養着 [2]
- 1962年05月15日 動力の伝達[2]
- 1962年05月22日 わたしたちとミシン[2]
- 1962年05月29日 投影法[2]
- 1962年06月05日 わたしたちの食事[2]
- 1962年06月12日 木材の性質と使い方[2]
- 1962年06月19日 みんなの食事[2]
- 1962年06月26日 内燃機関[2]
- 1962年07月03日 わたしたちの外出着[2]
- 1962年07月10日 考案設計と図面[2]
- 1962年07月17日 安全操業の工場 [2]
- 1962年09月04日 協同学習[2]
- 1962年09月11日 旋盤[2]
- 1962年09月18日 手入れと保管[2]
- 1962年09月25日 けい光燈[2]
- 1962年10月02日 わたしたちの被服計画 [2]
- 1962年10月09日 木工具[2]
- 1962年10月16日 これからの衣生活[2]
- 1962年10月23日 測定」 幸田　弘子   [2]
- 1962年10月30日 たのしい住まい[2]
- 1962年11月06日 ラジオ [2]
- 1962年11月13日 わたしたちと電気機器[2]
- 1962年11月20日 木工機械[2]
- 1962年11月27日 幼児のせわ[2]
- 1962年12月04日 機械部品のスケッチ [2]
- 1962年12月11日 行事食 正月の料理 [2]
- 1962年12月18日 生産工場の見学  [2]
- 1963年01月08日 技術と産業 [2]
- 1963年01月22日 電気回路[2]
- 1963年01月29日 図面とわたしたちの生活[2]
- 1963年02月05日 考案設計 [2]
- 1963年02月12日 雑誌たてのくふう  [2]
- 1963年02月19日 機械のしくみ[2]
- 1963年02月26日 家具のとりあつかい[2]
- 1963年03月05日 機械の機構[2]
- 1963年03月12日 近代技術の方向[2]

### 1963年度
- 1963年04月08日 技術の発展と生活の向上[3]
- 1963年04月16日 製図の基礎 立体の表わし方[3]
- 1963年04月23日 わたしたちの活動着 機能とデザイン[3]
- 1963年04月30日 草花の栽培 栽培の計画  [3]
- 1963年05月07日 わたしたちの休養着 パジャマのくふう[3]
- 1963年05月14日 図面の役割[3]
- 1963年05月21日 客ぜん食 料理と食事作法[3]
- 1963年05月28日 原動機 種類と用途  [3]
- 1963年06月04日 青少年の食事 発育期の栄養[3]
- 1963年06月11日 工作図 図面の書き方[3]
- 1963年06月18日 家族の食事 献立のくふう[3]
- 1963年06月25日 内燃機関の研究 しくみとはたらき[3]
- 1963年07月02日 わたしたちの外出着 ワンピースドレスのデザイン[3]
- 1963年07月09日 木工機械 丸のこ盤の使い方[3]
- 1963年07月16日 作業の安全[3]
- 1963年09月02日 生活と技術・革新[3]
- 1963年09月10日 木工の考案設計[3]
- 1963年09月17日 日常着の洗たく 布地と洗剤[3]
- 1963年10月01日 工作機械 旋盤の機能[3]
- 1963年10月08日 わたしたちの休養着 ひとえ長着のくふう[3]
- 1963年10月15日 電気の測定 回路計の使い方  [3]
- 1963年10月22日 行事食 たのしい食事[3]
- 1963年10月29日 かんなとのこぎり 木工具[3]
- 1963年11月05日 ミシンの取扱い 操作と手入れ[3]
- 1963年11月12日 測定のしかた 器具の使い方[3]
- 1963年11月19日 季節の料理 食品の取り扱い[3]
- 1963年11月26日 けい光灯 回路のしくみ[3]
- 1963年12月03日 幼児の生活 幼児の発育[3]
- 1963年12月10日 機械模型 機構の研究[3]
- 1963年12月17日 生産工場の見学[3]
- 1964年01月06日 日本の技術[3]
- 1964年01月14日 板金工作 工場見学 [3]
- 1964年01月21日 住まいのくふう 換気と照明[3]
- 1964年01月28日 機械要素と機構 自転車とミシン[3]
- 1964年02月04日 被服の手入れと保管 毛織物の取扱い[3]
- 1964年02月11日 電気回路 通信機器の研究[3]
- 1964年02月18日 家庭の機械 ミシンの働き  [3]
- 1964年02月25日 見取り図 機械部品のスケッチ[3]
- 1964年03月03日 調理用具の研究 選び方，用い方   [3]
- 1964年03月10日 刃物の科学[3]
- 1964年03月17日 生活の中の技術[3]

### 1964年度
- 1964年04月06日 技術と生活[4]
- 1964年04月13日 立体の表わし方[4]
- 1964年04月20日 わたしたちの活動着[4]
- 1964年04月27日 エンジンの働き[4]
- 1964年05月04日 わたしたちの栄養[4]
- 1964年05月11日 土と肥料[4]
- 1964年05月18日 休養着のくふう[4]
- 1964年05月25日 生産工程と図面 [4]
- 1964年06月01日 家族の栄養[4]
- 1964年06月08日 構造の強さ[4]
- 1964年06月15日 外出着の着こなし[4]
- 1964年06月22日 手押しかんな盤の安全作業[4]
- 1964年06月29日 食事と作法[4]
- 1964年07月06日 屋内配線のしくみ[4]
- 1964年07月13日 日常着の洗たく[4]
- 1964年09月04日 電動機のしくみ [4]
- 1964年09月14日 楽しい手芸[4]
- 1964年09月21日 丸のこ盤の安全作業[4]
- 1964年09月28日 調理の基礎[4]
- 1964年10月05日 かんなとのこぎり[4]
- 1964年10月12日 ミシンの取扱い [4]
- 1964年10月19日 測定のしかた[4]
- 1964年10月26日 家庭の機械  [4]
- 1964年11月02日 旋盤の機能[4]
- 1964年11月09日 季節の調理[4]
- 1964年11月16日 ラジオのしくみ[4]
- 1964年11月30日 すまいのくふう[4]
- 1964年12月07日 木材の組織と性質[4]
- 1964年12月14日 幼児の生活[4]
- 1965年01月11日 精密な加工[4]
- 1965年01月18日 家庭の電気  [4]
- 1965年01月25日 板金製品の考案設計[4]
- 1965年02月01日 電気洗たく機[4]
- 1965年02月08日 軸受のしくみ[4]
- 1965年02月15日 調理用具の研究[4]
- 1965年02月22日 カムの働き[4]
- 1965年03月01日 能率のよい台所[4]
- 1965年03月08日 リンクの働き[4]
- 1965年03月15日 食品加工と調理[4]

### 1965年度
- 1965年04月09日 わたしたちの栄養[5]
- 1965年04月19日 立体の表わし方 [5]
- 1965年04月26日 わたしたちの活動着[5]
- 1965年05月10日 エンジンの構造 1[5]
- 1965年05月17日 調理の基礎[5]
- 1965年05月24日 肥料の働き[5]
- 1965年05月31日 休養着のくふう [5]
- 1965年06月07日 構造の強さ  [5]
- 1965年06月14日 家族の栄養[5]
- 1965年06月21日 刃物の科学[5]
- 1965年06月28日 食事作法[5]
- 1965年07月05日 エンジンの構造 2[5]
- 1965年07月12日 たのしい服装[5]
- 1965年09月03日 木工の考案設計[5]
- 1965年09月13日 木材の組織と性質   [5]
- 1965年09月20日 かんなとのこぎり[5]
- 1965年09月27日 日常着の洗たく[5]
- 1965年10月04日 ドリルの働き[5]
- 1965年10月11日 ミシンの操作と手入れ[5]
- 1965年10月18日 バイトの働き[5]
- 1965年10月25日 けい光灯[5]
- 1965年11月01日 誘導電動機のしくみ[5]
- 1965年11月08日 ミシンの働き[5]
- 1965年11月15日 ラジオのしくみ 1[5]
- 1965年11月22日 家庭の電気 1[5]
- 1965年11月29日 ラジオのしくみ 2  [5]
- 1965年12月06日 家庭の電気 2[5]
- 1965年12月13日 測定のしかた [5]
- 1965年12月20日 お正月料理[5]
- 1966年01月10日 見取り図[5]
- 1966年01月17日 幼児の生活 [5]
- 1966年01月24日 金属の性質[5]
- 1966年01月31日 能率のよい台所[5]
- 1966年02月07日 軸受の働き[5]
- 1966年02月14日 調理のくふう[5]
- 1966年02月21日 リンクの働き[5]
- 1966年02月28日 調理用具の研究[5]
- 1966年03月07日 カムの働き[5]
- 1966年03月14日 たのしい手芸[5]

### 1966年度
- 1966年04月08日 技術と生活[6]
- 1966年04月18日 草花の栽培[6]
- 1966年04月25日 わたしたちの栄養[6]
- 1966年05月02日 製図の基礎 1[6]
- 1966年05月09日 家族の栄養[6]
- 1966年05月16日 製図の基礎 2[6]
- 1966年05月23日 せんいの科学[6]
- 1966年05月30日 作物の病虫害[6]
- 1966年06月06日 わたしたちの活動着[6]
- 1966年06月13日 材料の強さ[6]
- 1966年06月20日 休養着のくふう[6]
- 1966年06月27日 刃物の科学[6]
- 1966年07月04日 たのしい服装[6]
- 1966年07月11日 あなたはお客様[6]
- 1966年09月02日 木材の性質[6]
- 1966年09月12日 楽しい手芸[6]
- 1966年09月19日 木工の考案設計 1[6]
- 1966年09月26日 せんたく[6]
- 1966年10月03日 木工の考案設計 2[6]
- 1966年10月14日 ミシンの操作と手入れ[6]
- 1966年10月17日 金属の性質[6]
- 1966年10月24日 ミシンの働き[6]
- 1966年10月31日 旋盤の働き[6]
- 1966年11月07日 屋内配線のしくみ[6]
- 1966年11月14日 測定のしかた[6]
- 1966年11月21日 家庭の電熱器具[6]
- 1966年11月28日 電動機の働き[6]
- 1966年12月05日 幼児のせわ[6]
- 1966年12月12日 ラジオのしくみ 1[6]
- 1966年12月19日 お正月料理[6]
- 1967年01月09日 ラジオのしくみ 2[6]
- 1967年01月16日 室内の照明[6]
- 1967年01月23日 機械のしくみ 1  [6]
- 1967年01月30日 能率のよい台所[6]
- 1967年02月06日 機械のしくみ 2[6]
- 1967年02月13日 調理用具の研究[6]
- 1967年02月20日 機構模型[6]
- 1967年02月27日 加工食品の利用[6]
- 1967年03月06日 農業の機械化[6]
- 1967年03月13日 わたしたちの家庭[6]

### 1967年度
- 1967年04月10日 栽培 1 栽培計画[7]
- 1967年04月17日 栽培 2 肥料の働き[7]
- 1967年04月24日 栽培 3 新しい栽培[7]
- 1967年05月01日 被服製作 1 活動着のくふう[7]
- 1967年05月08日 被服製作 2 休養着のくふう[7]
- 1967年05月15日 調理 1 わたしたちの食事 [7]
- 1967年05月22日 調理 2調理用具の研究[7]
- 1967年05月29日 製図の基礎 1 [7]
- 1967年06月05日 製図の基礎 2[7]
- 1967年06月12日 機械のスケッチ[7]
- 1967年06月19日 生産工程と図面 [7]
- 1967年06月26日 せんいの科学   [7]
- 1967年07月03日 せんたく[7]
- 1967年07月10日 調理と熱源[7]
- 1967年07月17日 食事と生活 [7]
- 1967年09月01日 木材加工 1 木材の性質[7]
- 1967年09月11日 木材加工 2 材料の強さ[7]
- 1967年09月18日 木材加工 3 構造の強さ  [7]
- 1967年09月25日 木材加工 4 構想図[7]
- 1967年10月02日 木材加工 5 刃物のしくみ[7]
- 1967年10月09日 木材加工 6 接着のいろいろ[7]
- 1967年10月16日 家庭機械 1 電気洗たく機[7]
- 1967年10月23日 家庭機械 2 裁縫ミシン  [7]
- 1967年10月30日 家庭機械 3 機械と生活[7]
- 1967年11月06日 金属の性質[7]
- 1967年11月13日 金属の加工   [7]
- 1967年11月20日 旋盤の働き  [7]
- 1967年11月27日 測定のしかた [7]
- 1967年12月04日 食品の保存[7]
- 1967年12月11日 使いやすい台所[7]
- 1967年12月18日 調理のくふう[7]
- 1968年01月08日 機械のしくみ [7]
- 1968年01月22日 軸受の働き  [7]
- 1968年01月29日 歯車の働き [7]
- 1968年02月05日 カムの働き[7]
- 1968年02月12日 新しい機械  [7]
- 1968年02月19日 木製家具[7]
- 1968年02月26日 新しい家具  [7]
- 1968年03月04日 刃物の科学[7]
- 1968年03月11日 これからの家庭生活[7]
- 1968年03月18日 技術と生活[7]

### 1968年度
- 1968年04月08日 栽培計画[8]
- 1968年04月15日 肥料の働き [8]
- 1968年04月22日 新しい栽培[8]
- 1968年05月06日 わたしたちの食事[8]
- 1968年05月13日 家族の食事[8]
- 1968年05月20日 被服製作 1活動着のくふう[8]
- 1968年05月27日 被服製作 2休養着のくふう[8]
- 1968年06月03日 設計製図 1 製図の基礎 1[8]
- 1968年06月10日 設計製図 2 製図の基礎 2[8]
- 1968年06月17日 械のスケッチ[8]
- 1968年06月24日 生産工程と図面[8]
- 1968年07月01日 食品と衛生[8]
- 1968年07月08日 食品の保存[8]
- 1968年07月15日 調理用具   [8]
- 1968年09月02日 木材の性質[8]
- 1968年09月09日 材料の強さ[8]
- 1968年09月16日 構造の強さ [8]
- 1968年09月30日 刃物のしくみ[8]
- 1968年10月07日 接着の強さ[8]
- 1968年10月14日 調理と熱源  [8]
- 1968年10月21日 使いやすい台所[8]
- 1968年10月28日 せんいの科学[8]
- 1968年11月04日 洗剤のはたらき[8]
- 1968年11月11日 楽しいししゅう[8]
- 1968年11月18日 金属加工 1金属の性質[8]
- 1968年11月25日 金属加工 2金属の加工[8]
- 1968年12月02日 金属加工 3 正確な測定[8]
- 1968年12月09日 電気洗たく機[8]
- 1968年12月16日 裁縫ミシン [8]
- 1968年12月23日 機械と生活[8]
- 1969年01月10日 機械のしくみ [8]
- 1969年01月20日 軸受の働き[8]
- 1969年01月27日 歯車の働き[8]
- 1969年02月03日 カムの働き[8]
- 1969年02月10日 新しい機械[8]
- 1969年02月17日 木工具の研究[8]
- 1969年02月24日 家具と生活[8]
- 1969年03月03日 接合の科学[8]
- 1969年03月10日 これからの家庭生活[8]
- 1969年03月17日 技術と生活[8]

### 1969年度
- 1969年04月11日 草花の性質[9]
- 1969年04月21日 草花の生育と肥料[9]
- 1969年04月28日 いろいろな草花栽培[9]
- 1969年05月12日 わたしたちの食事 [9]
- 1969年05月19日 家族の食事[9]
- 1969年05月26日 活動着のくふう[9]
- 1969年06月02日 休養着のくふう[9]
- 1969年06月09日 製図の基礎[9]
- 1969年09月08日 材料の強さ[9]
- 1969年09月22日 構造の強さ[9]
- 1969年09月29日 刃物のしくみ[9]
- 1969年10月06日 接着の強さ  [9]
- 1969年10月13日 食品の保存[9]
- 1969年10月20日 使いやすい台所[9]
- 1969年11月10日 洗剤のはたらき [9]
- 1969年11月17日 家庭の電気器具 [9]
- 1969年11月24日 裁縫ミシン 家庭用足踏みミシンのメカニズム[9]
- 1969年12月01日 プレス加工  [9]
- 1969年12月08日 切削加工  [9]
- 1969年12月15日 ししゅう[9]
- 1969年12月22日 あみもの  [9]
- 1970年01月09日 衣服と生活[9]
- 1970年01月19日 軸受の働き[9]
- 1970年01月26日 リンク装置[9]
- 1970年02月02日 歯車の働き[9]
- 1970年02月09日 カムの働き[9]
- 1970年02月16日 機械のしくみ[9]
- 1970年02月23日 刃物の使い方[9]
- 1970年03月02日 家具と生活[9]
- 1970年03月09日 あすの家庭生活[9]
- 1970年03月16日 技術と科学[9]

### 1970年度
- 1970年04月10日 草花の栽培 1 草花の性質[10]
- 1970年04月20日 草花の栽培 2 肥料のはたらき [10]
- 1970年04月27日 草花の栽培 3 いろいろな草花栽培 [10]
- 1970年05月04日 成長と食事[10]
- 1970年05月11日 労働と食事[10]
- 1970年05月18日 たのしい活動着[10]
- 1970年05月25日 睡眠と休養着[10]
- 1970年06月01日 衣服と布地[10]
- 1970年06月08日 設計・製図 1 製図の基礎[10]
- 1970年06月15日 設計・製図 2 製図の基礎 [10]
- 1970年06月22日 設計・製図 3 図面と生産[10]
- 1970年06月29日 食中毒を考える[10]
- 1970年07月06日 熱源と安全[10]
- 1970年07月13日 なべの科学[10]
- 1970年07月20日 夏休みの製作[10]
- 1970年09月04日 木材加工 1 木材の性質[10]
- 1970年09月14日 木材加工 2 材料の強さ[10]
- 1970年09月21日 木材加工 3 構造の強さ[10]
- 1970年09月28日 木材加工 4 刃物のしくみ[10]
- 1970年10月05日 木材加工 5 接着の強さ[10]
- 1970年10月12日 加工食品[10]
- 1970年10月19日 使いやすい台所[10]
- 1970年10月26日 家庭の電気器具[10]
- 1970年11月02日 裁縫ミシン[10]
- 1970年11月09日 金属加工 1 プレス加工[10]
- 1970年11月16日 金属加工 2 切削加工[10]
- 1970年11月30日 洗たく・洗剤[10]
- 1970年12月07日 たのしいししゅう[10]
- 1970年12月14日 冬のあみもの[10]
- 1970年12月21日 すまいのくふう[10]
- 1971年01月08日 軸受の働き[10]
- 1971年01月18日 リンク装置[10]
- 1971年01月25日 歯車の働き[10]
- 1971年02月01日 カムの働き[10]
- 1971年02月08日 機械のしくみ[10]
- 1971年02月15日 家庭工作 1 刃物の科学[10]
- 1971年02月22日 家庭工作 2 接合の科学[10]
- 1971年03月01日 家庭工作 3 暮しの中の木製品[10]
- 1971年03月08日 あすの家庭生活[10]
- 1971年03月15日 技術と科学[10]